# Retro

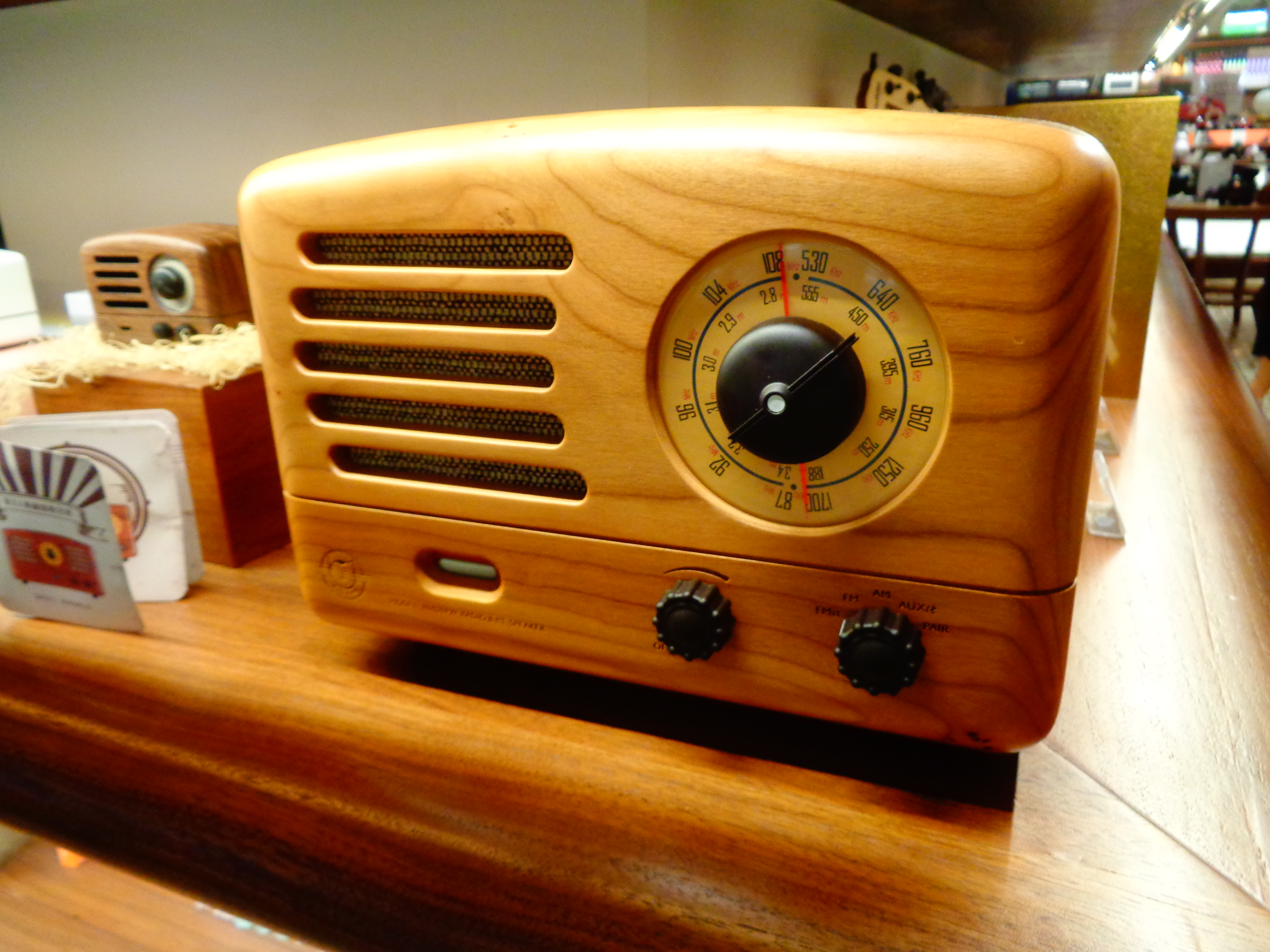
Retro rádio

Retro je obecné označení pro něco minulého, zaniklého, bývalého, může se jednat o označení pro cokoliv zpět v čase. Může se jednat jak o předponu k jinému slovu tak i o samostatné slovo.

## Samostatné slovo
V současné době se slovo retro používá často jako označení pro dobu 50., 60. a 70. let 20. století, dobovému vkusu, designu a životnímu stylu. Např. pořad Retro České televize se věnuje době po 2. světové válce. Obdobně je zaměřen časopis Retro, který zahrnuje i předválečné období.

## Příklady použití předpony
- retrospektiva – pohled zpět do minulosti
- retroaktivita – zpětná působnost právní normy
- retrodikce – výrok o minulých událostech
- retrospekce – pohled na minulost
- retropárty - hudební produkce zaměřená na hudbu 20. stol.
- retrogramofon, retroradio - nesprávně gramofon nebo radio vypadající na první pohled jako výrobek s designem původního období, ale je vybaven současnými technologiemi (obsahuje navíc cd přehrávač, MP3, popř. doplňující funkce nastavení, většinou ale jejich kvalita zdaleka nedosahuje kvality skutečně starých gramofonů a radií). skutečné retro výrobky jsou vyrobeny minulých dekádách ( např. gramofony před rokem 2000 apod.)
- retrohit - starší skladba (písnička, song), kterou všichni dobře znají, ale je upravena tzv. remixem do novějšího "kabátu" (soundu), obsahuje novější (současnější) zvuk a může přinášet do původní skladby novou kreativitu autora remixu